# Championnat d'Europe féminin de volley-ball 1991
Navigation
RFA 1989 Rép. tchèque 1993
Le 17e championnat d'Europe féminin de volley-ball a eu lieu à Rome, en Italie, du 28 septembre au 6 octobre 1991.

## Équipes présentes
| - Italie (Organisateur) - URSS (Vainqueur du Championnat d'Europe 1989) - Allemagne (2e au Championnat d'Europe 1989) - Roumanie (4e au Championnat d'Europe 1989) - Tchécoslovaquie (1er Poule 1 TQCE) - Bulgarie (1er Poule 2 TQCE) | - Grèce (1er Poule 3 TQCE) - Pologne (1er Poule 4 TQCE) - Albanie (2e Poule 1 TQCE) - Pays-Bas (2er Poule 2 TQCE) - RF de Yougoslavie (2er Poule 3 TQCE) - France (2e Poule 4 TQCE) |

## Tour préliminaire

### Composition des groupes
| Poule A                                                  | Poule B                                                                           |
| -------------------------------------------------------- | --------------------------------------------------------------------------------- |
| Site : Ravenne Albanie Bulgarie France Grèce Italie URSS | Site : Bari Allemagne Pays-Bas Pologne Roumanie Tchécoslovaquie RF de Yougoslavie |

### Poule A
| No | Équipe           | Points | Matches | Matches | Matches | Sets | Sets   | Sets  | Points | Points | Points |
| No | Équipe           | Points | joués   | gagnés  | perdus  | pour | contre | Ratio | pour   | contre | Ratio  |
| -- | ---------------- | ------ | ------- | ------- | ------- | ---- | ------ | ----- | ------ | ------ | ------ |
| 1  | Union soviétique | 10     | 5       | 5       | 0       | 15   | 0      | MAX   | 225    | 98     | 2.296  |
| 2  | Italie           | 9      | 5       | 4       | 1       | 12   | 3      | 4.000 | 201    | 124    | 1.621  |
| 3  | Bulgarie         | 8      | 5       | 3       | 2       | 9    | 9      | 1.000 | 212    | 203    | 1.044  |
| 4  | Grèce            | 7      | 5       | 2       | 3       | 7    | 12     | 0.583 | 171    | 249    | 0.687  |
| 5  | France           | 6      | 5       | 1       | 4       | 6    | 12     | 0.500 | 203    | 225    | 0.902  |
| 6  | Albanie          | 5      | 5       | 0       | 5       | 2    | 15     | 0.133 | 125    | 238    | 0.525  |

### Poule B
| No | Équipe          | Points | Matches | Matches | Matches | Sets | Sets   | Sets  | Points | Points | Points |
| No | Équipe          | Points | joués   | gagnés  | perdus  | pour | contre | Ratio | pour   | contre | Ratio  |
| -- | --------------- | ------ | ------- | ------- | ------- | ---- | ------ | ----- | ------ | ------ | ------ |
| 1  | Pays-Bas        | 9      | 5       | 4       | 1       | 14   | 3      | 4.667 | 246    | 171    | 1.439  |
| 2  | Allemagne       | 9      | 5       | 4       | 1       | 13   | 6      | 2.167 | 258    | 186    | 1.387  |
| 3  | Roumanie        | 8      | 5       | 3       | 2       | 10   | 8      | 1.250 | 222    | 203    | 1.094  |
| 4  | Tchécoslovaquie | 8      | 5       | 3       | 2       | 10   | 9      | 1.111 | 231    | 203    | 1.138  |
| 5  | Pologne         | 6      | 5       | 1       | 4       | 6    | 14     | 0.429 | 216    | 254    | 0.850  |
| 6  | RF Yougoslavie  | 5      | 5       | 0       | 5       | 2    | 15     | 0.133 | 93     | 249    | 0.373  |

## Demi-finales

### Demi-finales 5-8
| 5 octobre | Tchécoslovaquie | 3 | - | 1 | Bulgarie | (15-5 15-7 14-16 15-12) |
| 5 octobre | Roumanie        | 3 | - | 2 | Grèce    | ( )                     |

### Demi-finales 1-4
| 5 octobre | URSS     | 3 | - | 0 | Allemagne | (15-6 15-3 15-11)       |
| 5 octobre | Pays-Bas | 3 | - | 1 | Italie    | (12-15 15-6 15-7 16-14) |

## Finales

### Places 7-8
| 6 octobre | Bulgarie | 3 | - | 2 | Grèce | (15-12, 15-11, 12-15, 11-15, 15-13) |

### Places 5-6
| 6 octobre | Tchécoslovaquie | 3 | - | 1 | Roumanie | (15-10 5-15 16-14 15-10) |

### Places 3-4
| 6 octobre | Allemagne | 3 | - | 1 | Italie | (9-15 15-8 15-7 15-10) |

### Places 1-2
| 6 octobre | URSS | 3 | - | 0 | Pays-Bas | (15-4 15-2 15-3) |

## Classement final
| Classement         | Pays              |
| ------------------ | ----------------- |
| Médaille d'or      | URSS              |
| Médaille d'argent  | Pays-Bas          |
| Médaille de bronze | Allemagne         |
| 4e                 | Italie            |
| 5e                 | Tchécoslovaquie   |
| 6e                 | Roumanie          |
| 7e                 | Bulgarie          |
| 8e                 | Grèce             |
| 9e                 | France            |
| 10e                | Pologne           |
| 11e                | Albanie           |
| 12e                | RF de Yougoslavie |